# Heslington Hall
Heslington Hall est un manoir classé Grade II* situé près du village de Heslington, Yorkshire du Nord, Angleterre, dans la ville de York. Le manoir fait partie du campus de l'Université d'York.
La maison d'origine date de 1565-8, mais elle est en grande partie reconstruite en 1852-4. Le bâtiment actuel comprend un bloc central de deux étages à neuf travées avec des combles et deux ailes de deux étages à chaque extrémité. Elle est construite en brique à l'anglaise avec des pansements en pierre de taille de grès.

## Histoire
Le manoir d'origine est construit en 1565-1568 pour Sir Thomas Eynns, secrétaire et garde du sceau du Conseil du Nord et sa femme Elisabeth . Eynns meurt en 1573 et le domaine est vendu en 1601 par ses neveux à la famille Hesketh. À la mort de Thomas Hesketh en 1708, le manoir passe par mariage à la famille Yarburgh, qui l'habite pendant plusieurs générations . En 1719, Henrietta Yarburgh, 26 ans, épouse le dramaturge John Vanbrugh à l'église paroissiale Saint-Laurent (alors l'église paroissiale de la moitié de Heslington). Les tombes de plusieurs membres des familles Hesketh et Yarburgh peuvent être vues dans le cimetière de St Lawrence. Le major Nicholas Yarburgh, qui vit au manoir de 1825 à 1852 et est haut shérif du Yorkshire en 1836, remporte le St. Leger Stakes en 1839 avec son cheval Charles le douzième - l'un des pubs locaux est ensuite nommé d'après lui (le cheval, pas le major) .
À la mort de Nicholas en 1852, la propriété passe à son neveu Yarburgh Greame de Sewerby Hall, Bridlington, qui adopte le nom de famille Yarburgh et charge l'architecte Philip Charles Hardwick en 1854 de reconstruire la maison dans le style victorien. Les parties du manoir d'origine qui sont conservées comprennent deux tours d'escalier, la cour et le plafond suspendu en stuc de la grande salle. La maison passe à sa mort en 1856 par son propre neveu, George John Lloyd (qui ajoute ensuite le nom de Yarburgh) et en 1875 par la fille de George, Mary Elizabeth Yarburgh . Elle épouse George William Bateson en 1862 et il prend ensuite en 1876 le nom de famille supplémentaire de de Yarburgh par licence royale . Il devient plus tard le 2e baron Deramore après la mort de son frère en 1890 . Ses deux fils, Robert Wilfred de Yarburgh-Bateson, 3e baron Deramore (1865–1936) et George Nicholas de Yarburgh-Bateson 4e baron Deramore (1870–1943), occupent le lieu après lui.
Selon Niklaus Pevsner's Yorkshire: York and the East Riding (page 463, 1995 edn), la majeure partie de l'intérieur du manoir maintenant visible est de l'architecte York Walter Brierley, de 1903. Au début de la Seconde Guerre mondiale, la maison est évacuée par la famille qui permet à la Royal Air Force de la reprendre en tant que quartier général du 4e groupe de la RAF, qui fait partie du RAF Bomber Command. Le manoir n'est pas réoccupée par la famille après la guerre. En 1955, le manoir est classé bâtiment classé Grade II *. Lorsque l'Université d'York est fondée (elle est ouverte aux étudiants en 1963), Sir Bernard Feilden supervise sa transformation en siège administratif de l'Université d'York . Le manoir et l'Université se trouvent dans cette partie de l'East Riding of Yorkshire qui fait maintenant partie de la ville de York.